# Клементовский, Александр Иванович
Александр Иванович Клементовский (1822—1882) — русский врач.  Сын И. В. Клементовского. Действительный статский советник (1874).

## Биография
Родился в 1822 году в семье надворного советника Ивана Васильевича Клементовского (?—1829); мать — Александра Никитична (03.02.1786—09.04.1825).
В 1843 году окончил Московскую медико-хирургическую академию. В 1856 году получил степень доктора медицины за диссертацию «De Hyperaemia cerebri» (M., 1856), после чего стал старшим врачом в Московском воспитательном доме. В 1861 году был избран секретарём Общества русских врачей в Москве, был редактором Московской медицинской газеты.
Умер в 1882 году.

## Награды
- Орден Святой Анны 2-й степени (1870).
- Орден Святого Владимира 3-й степени (1877).

## Публикации
- «Кликуши» (М., 1860 — из «Московской медицинской газеты»)
- «Об искусственном кормлении грудных младенцев» и «Исторический очерк оспопрививания» («Материалы для истории Императорского московского воспитательного дома». Вып. I. — М., 1863)